# Pieter Bruegel der Ältere

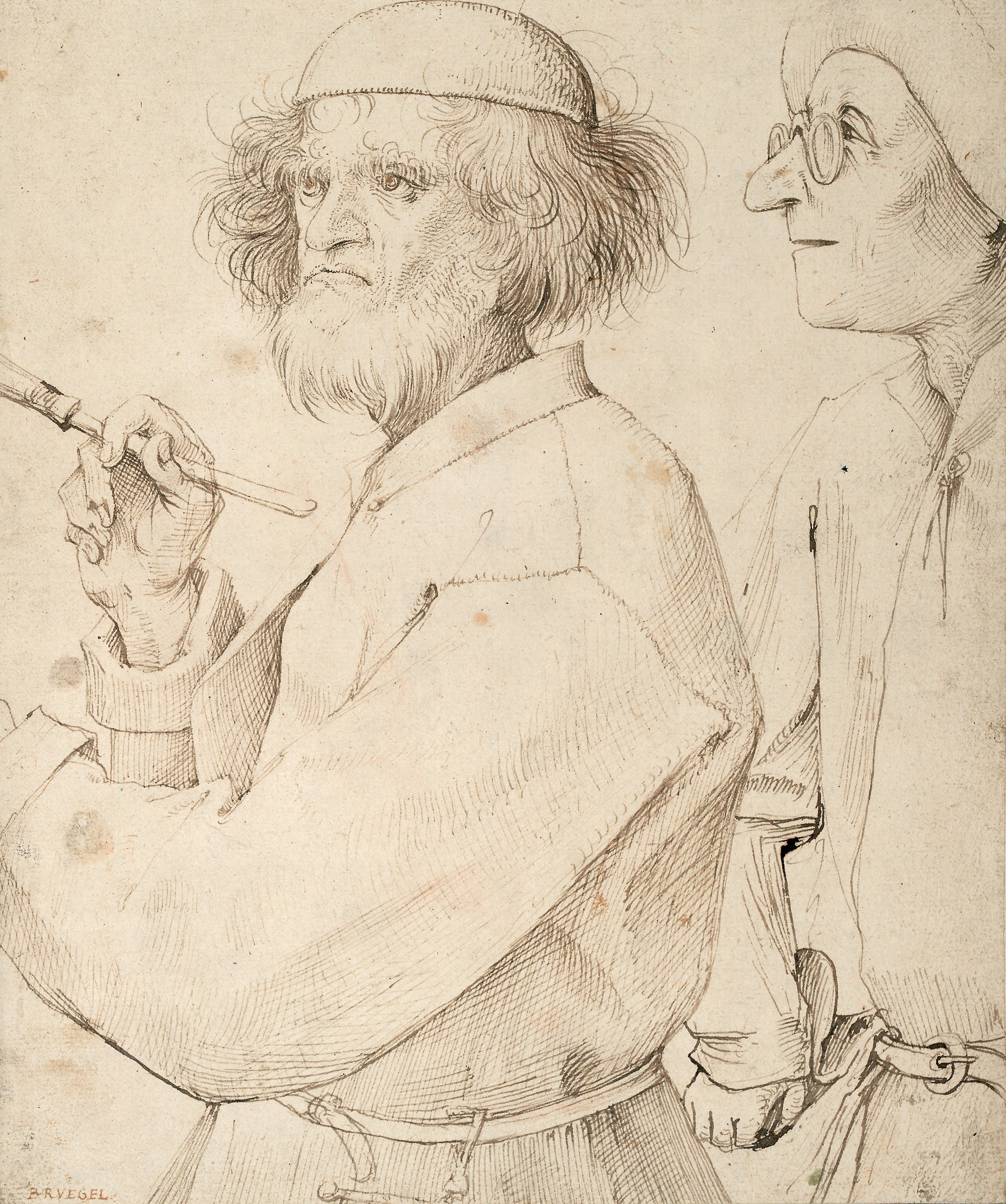
In der Zeichnung Maler und Käufer hat sich Bruegel möglicherweise selbst dargestellt (um 1565)

Pieter Bruegel der Ältere ([ˈbrɔɪ̯ɡl̩], niederländisch [ˈbɾøːɣəl]; * um 1525/1530 vermutlich in Breda; † 9. September 1569 in Brüssel, Spanische Niederlande), genannt de Drol „der Drollige“ oder „Bauernbruegel“, war ein Maler der Niederländischen Renaissance. Er ist landläufig bekannt für seine Darstellungen des bäuerlichen Lebens im Herzogtum Brabant (Niederlande und Flandern) des 16. Jahrhunderts.

## Zur Schreibweise des Namens

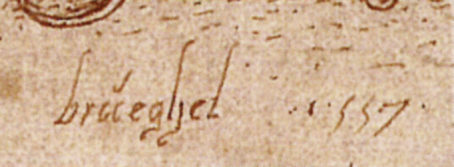
Signatur auf einem Kupferstich von 1557: brueghel

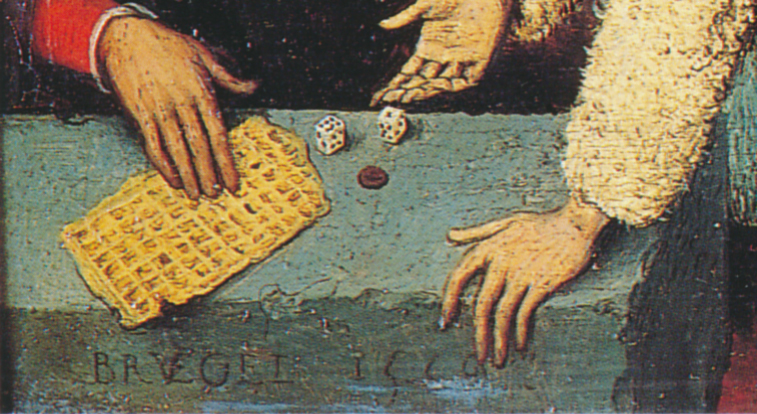
Signatur zu Der Kampf zwischen Karneval und Fasten: BRVEGEL 1559

Für den Namen existieren die unterschiedlichsten Schreibweisen. Auf Stichen nach seinen Werken findet man neben Brueghel, Breugel und Breughel auch solche Schreibweisen wie Brügel, Brügl, Brögel und sogar Briegel, welche die tatsächliche oder vermeintliche Aussprache in deutscher Schreibweise festhalten.
Der Künstler selbst signierte seine Werke anfangs mit Brueghel, änderte diese Schreibweise dann aber ab 1559 bewusst in Bruegel um; der Grund dafür ist jedoch unbekannt. Auch seine beiden Söhne verwendeten im Laufe ihres Lebens verschiedene Schreibweisen.
In der Kunstwissenschaft existierten beide Namensformen einträchtig nebeneinander, wobei sich die meisten Autoren für die Schreibweise ohne „h“ entschieden. Ab dem 20. Jahrhundert wurde die Schreibweise mit „h“ immer seltener verwendet und ist heute kaum noch anzutreffen. Die meisten Museen nutzen in ihren Publikationen die Schreibweise Bruegel, die mittlerweile auch vom RKD – Nederlands Instituut voor Kunstgeschiedenis als die bevorzugte Schreibweise angegeben wird.

## Leben

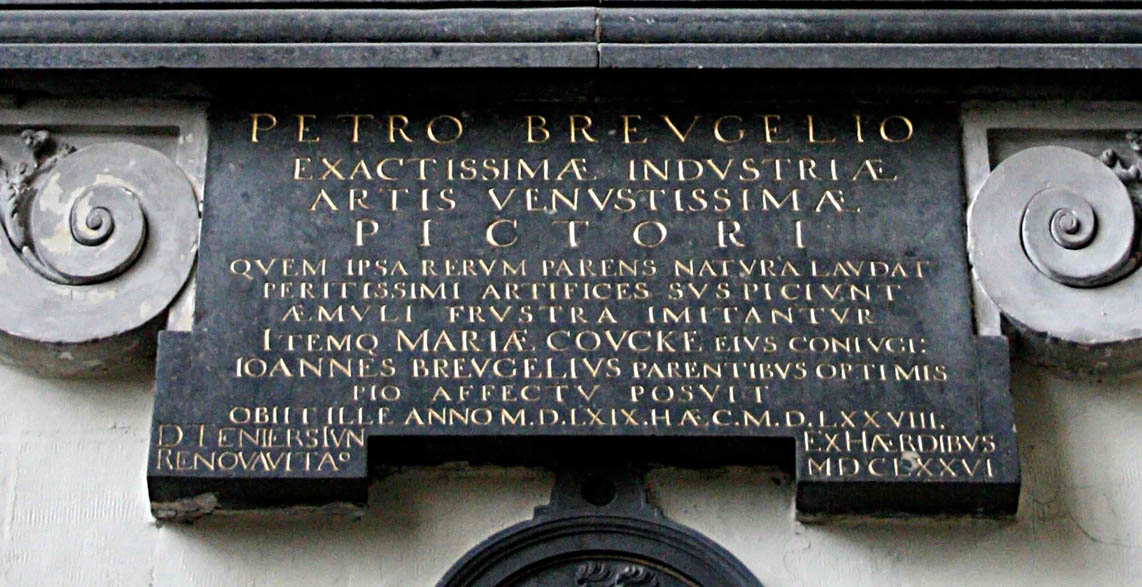
Epitaph in der Brüsseler Kapellenkirche

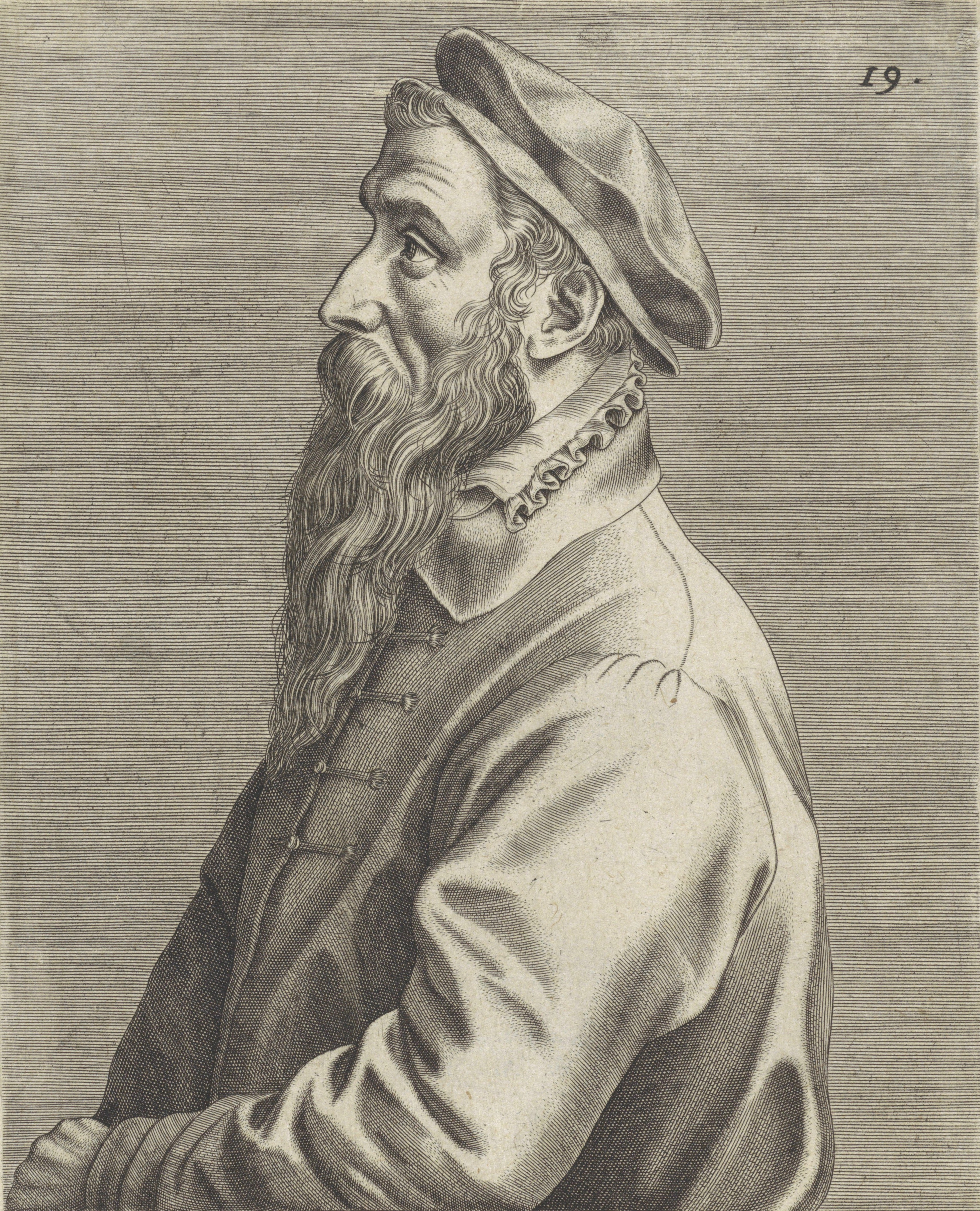
Johannes Wierix zugeschriebenes posthumes Porträt Bruegels, 1572

Über Pieter Bruegels Leben ist nur Weniges mit Sicherheit bekannt:
Nach Carel van Manders Het Schilderboeck („Buch der Maler“), das 1604 in Amsterdam veröffentlicht wurde, war Bruegel Schüler des Antwerpener Künstlers Pieter Coecke van Aelst. Bruegel wurde dort 1551 Meister und arbeitete zunächst in der bedeutenden Kupferwerkstatt von Hieronymus Cock in Antwerpen. Während einer Italienreise zwischen 1552 und 1555, auf welcher sich schon die Landschaftsdarstellung als ein Schwerpunkt seines Schaffens abzeichnete, lebte er ab 1553 für einige Zeit in Rom, wo er für den Miniaturmaler Giulio Clovio arbeitete. Danach kehrte er nach Antwerpen in Cocks Kupferwerkstatt zurück.
1563 heiratete er Mayken Coecke (gelegentlich wird sie auch Maria Coecke van Aelst genannt), die Tochter seines ehemaligen Lehrmeisters, in der Kapellenkirche in Brüssel. Unweit der Kirche ließ er sich in der Hoogstraat 132 schließlich nieder. Der erste Sohn Pieter der Jüngere wurde 1564 geboren, der zweite Sohn Jan 1568. Bruegel starb am 9. September 1569 und wurde, wie auch seine Frau Maria, in der Kapellenkirche in Brüssel beigesetzt.
Zu den Förderern Bruegels zählten Kardinal Antoine Perrenot de Granvelle (Minister des Königs Philipp II. von Spanien und Berater der Margarethe von Parma, Statthalterin der Niederlande), Niclaes Jonghelinck (reicher Antwerpener Sammler und Bruder des Bildhauers Jacques Jonghelinck) und Abraham Ortelius (Antwerpener Geograph, Kartograph und Buchhändler).

## Karriere und die Arbeit seiner Söhne

Großer Turmbau zu Babel, 1563

Mit Bruegel erreichte die flämische Malerei einen Höhepunkt. Bruegels eigenwilliger Stil ist nur unzureichend mit einem einzigen Stilbegriff wie Manierismus zu beschreiben. Eines seiner großen Vorbilder war Hieronymus Bosch, dessen Bildsprache er vor allem in seinen frühen Werken oft zitierte (so in Die Dulle Griet oder dem Engelssturz).
Zusammen mit seinen Söhnen, Pieter Brueghel dem Jüngeren (genannt „Höllenbrueghel“) und Jan Brueghel dem Älteren („Blumenbrueghel“), begründete er die Künstler-Dynastie Brueghel. Pieter Brueghel der Jüngere übernahm das Werkstattmaterial seines Vaters und produzierte fast serienmäßig Kopien der Kompositionen seines Vaters. Jan Brueghel der Ältere kopierte nur einige der Bilder seines Vaters, aber schon in seinem eigenen, miniaturhaften Stil, und entwickelte sich dann höchst eigenständig zum bedeutendsten Kabinettbildmaler Antwerpens im frühen 17. Jahrhundert. Jans Sohn Jan Brueghel der Jüngere und fünf von dessen sieben Söhnen malten ebenfalls. Keiner der Nachkommen war jedoch so erfolgreich wie Pieter Bruegel der Ältere.

## Sonderausstellungen
- 2017: Bruegel. Das Zeichnen der Welt. Albertina, Wien. Katalog.
- 2018/2019: Bruegel. Once in a Lifetime. Wiener Kunsthistorisches Museum

2019 jährte sich der Todestag zum 450. Mal. In der Kulturregion Flandern wurden hierzu eine Reihe von Ausstellungen gezeigt und Veranstaltungen angeboten.

## Werke

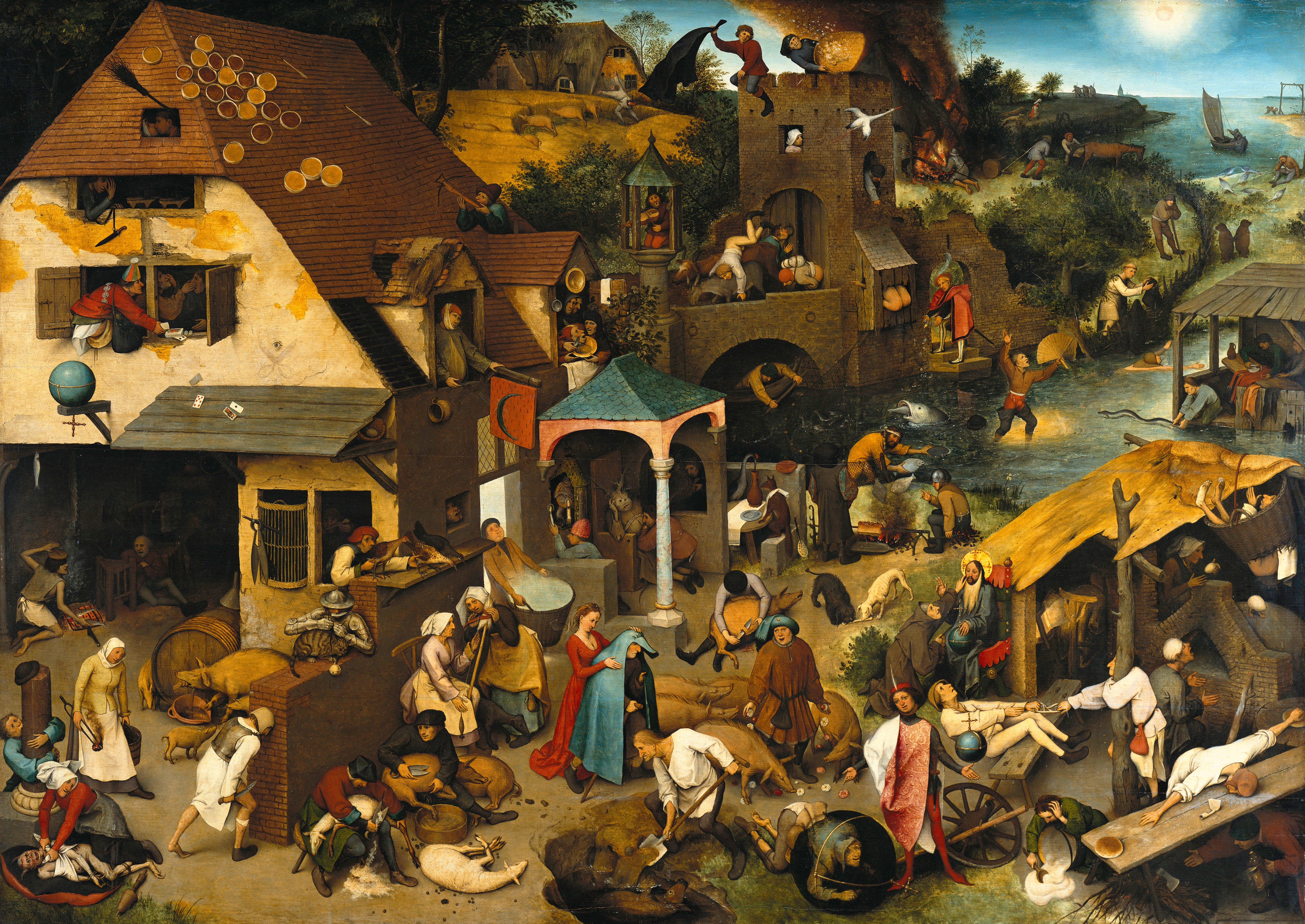
Die niederländischen Sprichwörter, 1559

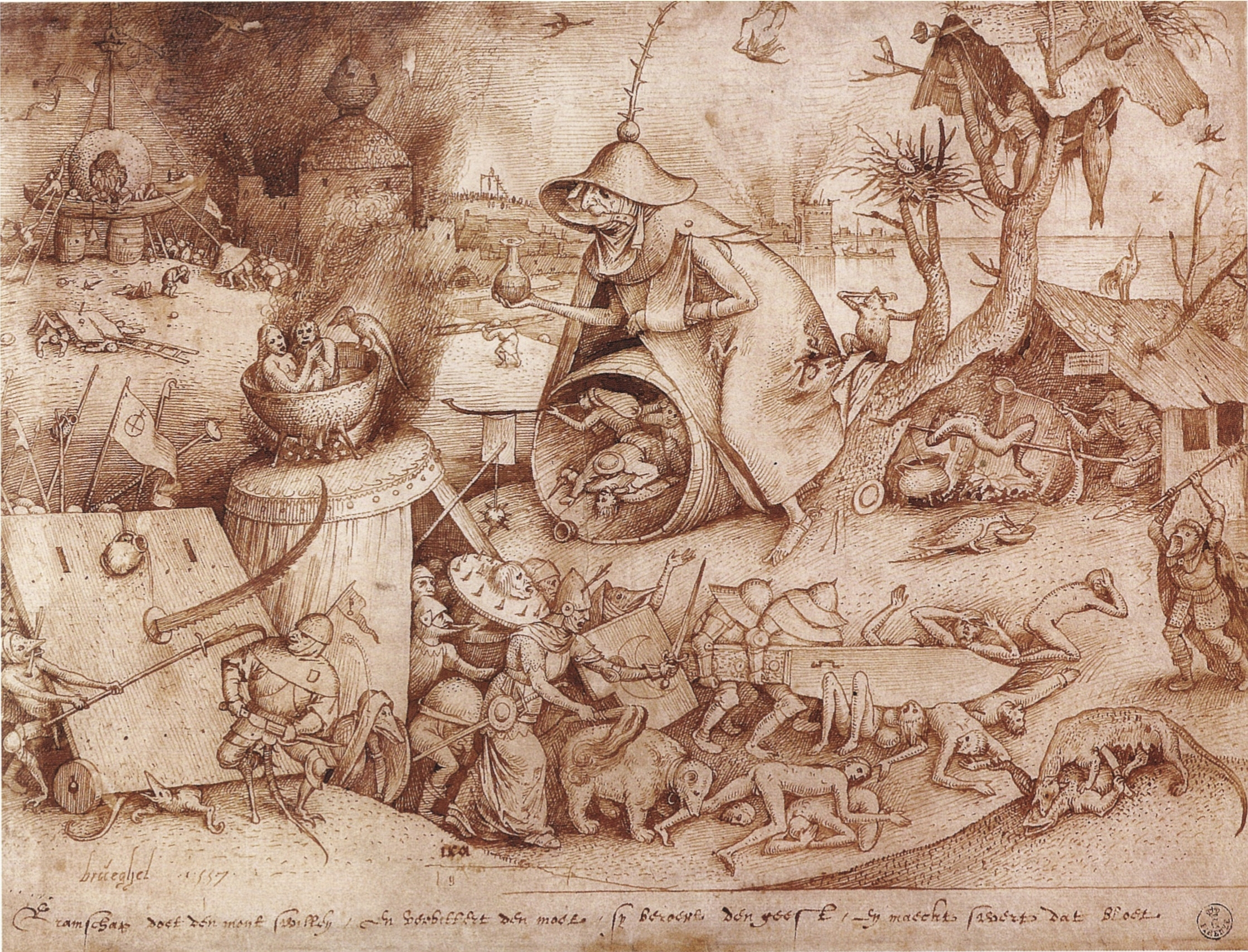
Die sieben Laster, Kupferstich, Florenz 1557

### Genres und Motive
Bruegel führte die flämische Landschaftsmalerei des 16. Jahrhunderts auf ihren Höhepunkt, begründete das niederländische Bauerngenre und schuf zahlreiche allegorische Werke, die sich auf Sprichwörter, Volkskultur und humanistische Kultur beziehen.
Eines seiner berühmtesten Werke ist das Bild mit dem Titel Die niederländischen Sprichwörter (heute in der Gemäldegalerie in Berlin), auf dem über einhundert niederländische Sprichwörter zum Teil grotesk in Szene gesetzt sind. Bilder wie dieses, mit 100 und mehr dargestellten Personen (auch Wimmelbilder genannt), finden sich häufig in seinem Œuvre; durch geschickte Komposition erscheinen auch solche Motive ausgewogen.
Besonders bekannt wurde Bruegel bereits sehr früh (zum Beispiel in Carel van Manders Urteil) für seine Darstellungen des bäuerlichen Lebens, wie sie sich in der Bauernhochzeit oder dem Bauerntanz finden. Jedoch kann Bruegels Œuvre keineswegs darauf reduziert werden, tatsächlich besteht sein Gesamtwerk nur zu einem sehr geringen Teil aus solcherart Genremalerei.
Bruegels Bildsprache ist äußerst komplex, jedes kleine Detail seiner Werke ist beabsichtigt und meist ein Bedeutungsträger. Symbole von Tod und Verderben, von Sünde, etwa in der Stichfolge Die Todsünden, aber auch von Lebensfreude und Tugenden – vgl. die Stichfolge Die Tugenden, Die Kinderspiele – ziehen sich durch sein gesamtes Œuvre und wollen entdeckt und bedacht werden. Das Motiv der verkehrten Welt ist hierbei von zentraler Bedeutung. Es bedeutet letztlich eine Welt ohne Gottvertrauen und ist damit sündhaft. Sie bildet den Schlüssel zum Verständnis vieler seiner Werke. Detailliert geschilderte Szenen um unschuldige Kinderspiele oder allgemeinverbindliche Sprichwörter lassen eine Sicht auf die Welt aber nicht pessimistisch, sondern versöhnlich im Hoffen auf eine künftige Heilsgewissheit zu.

### Gemälde
Von Bruegel sind rund vierzig Gemälde erhalten, die dem Künstler unstrittig zugeordnet werden.

#### Beispiele

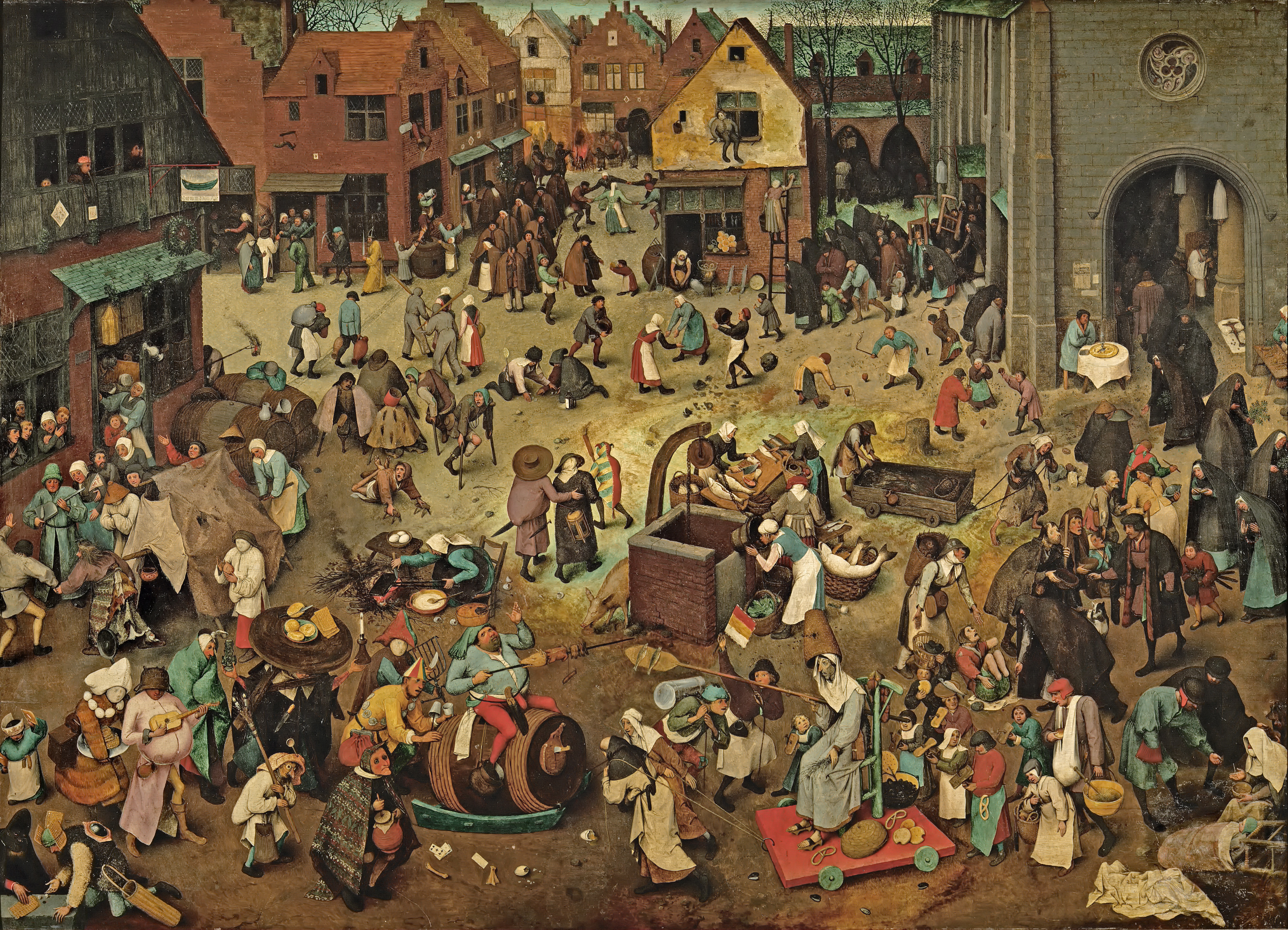
Der Kampf zwischen Karneval und Fasten, 1559
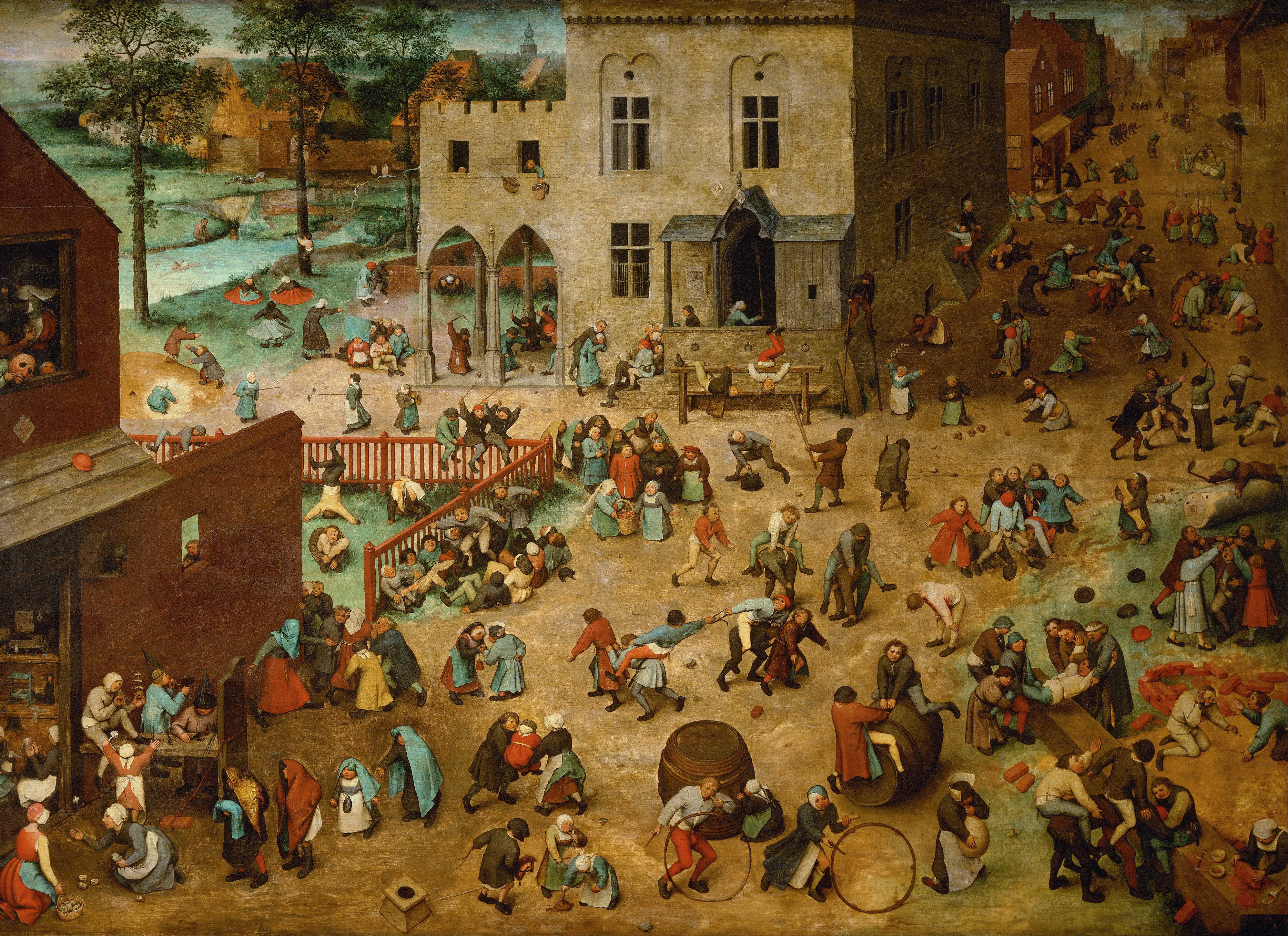
Die Kinderspiele um 1560
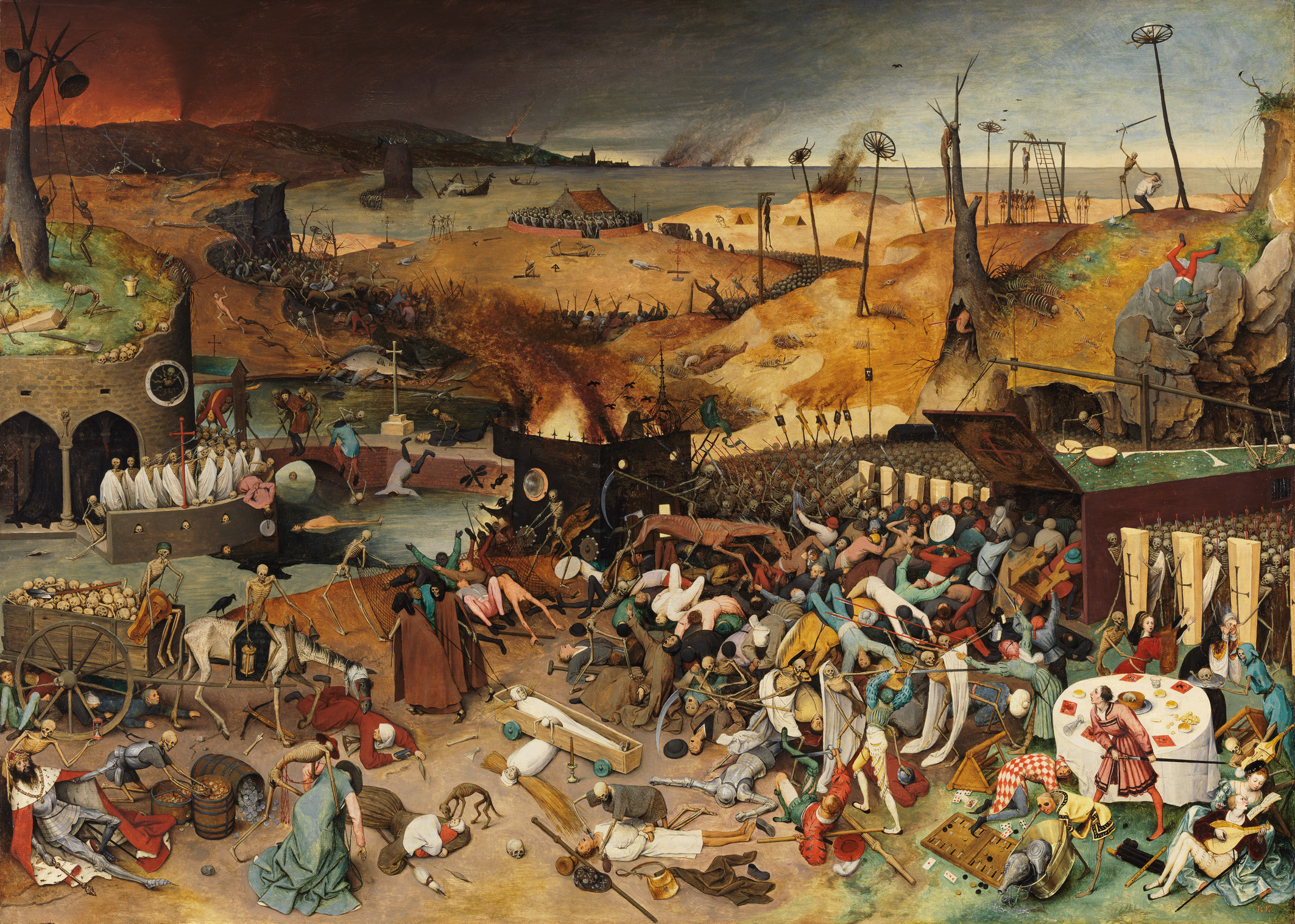
Der Triumph des Todes, 1562
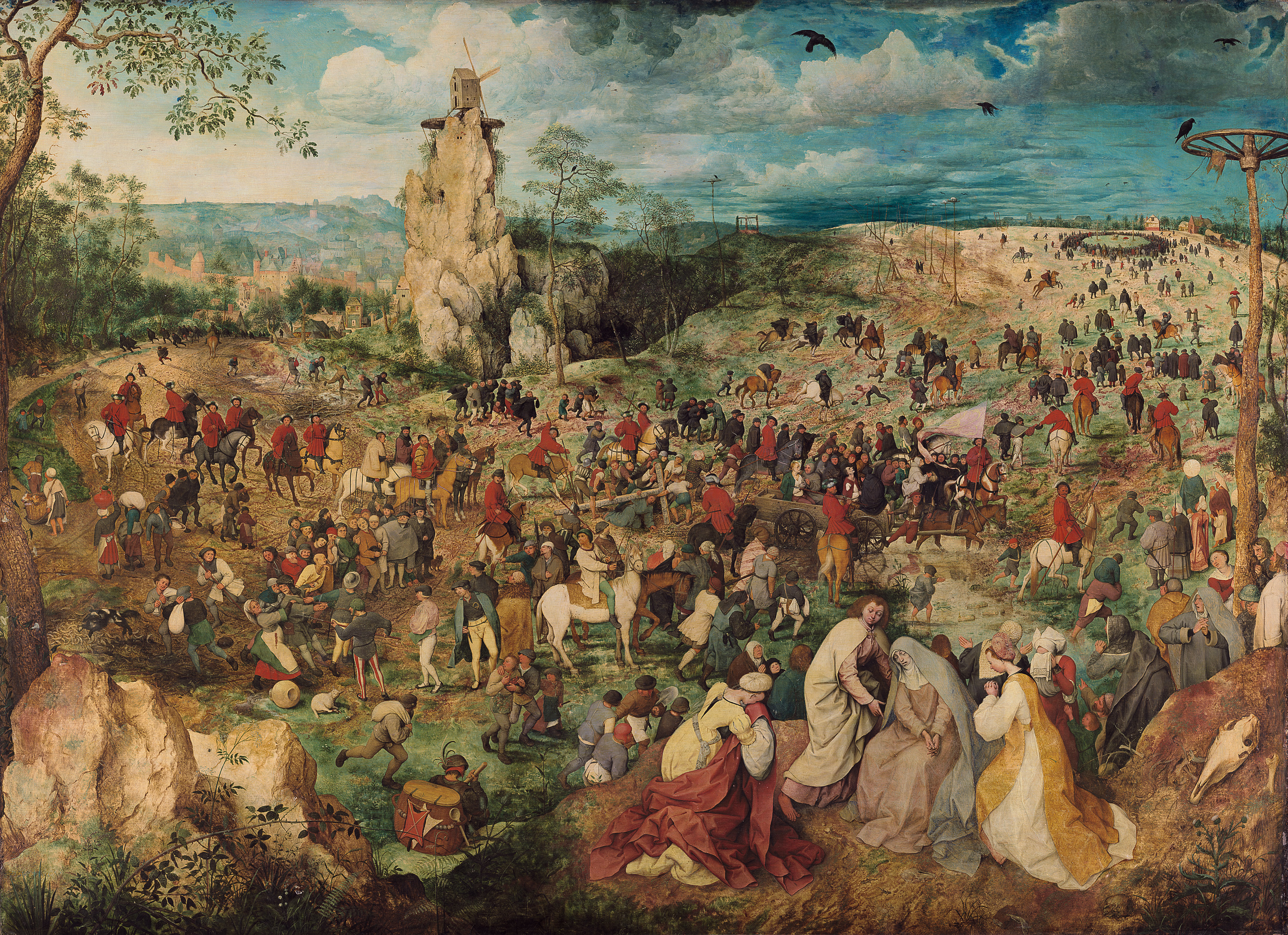
Die Kreuztragung Christi, 1564
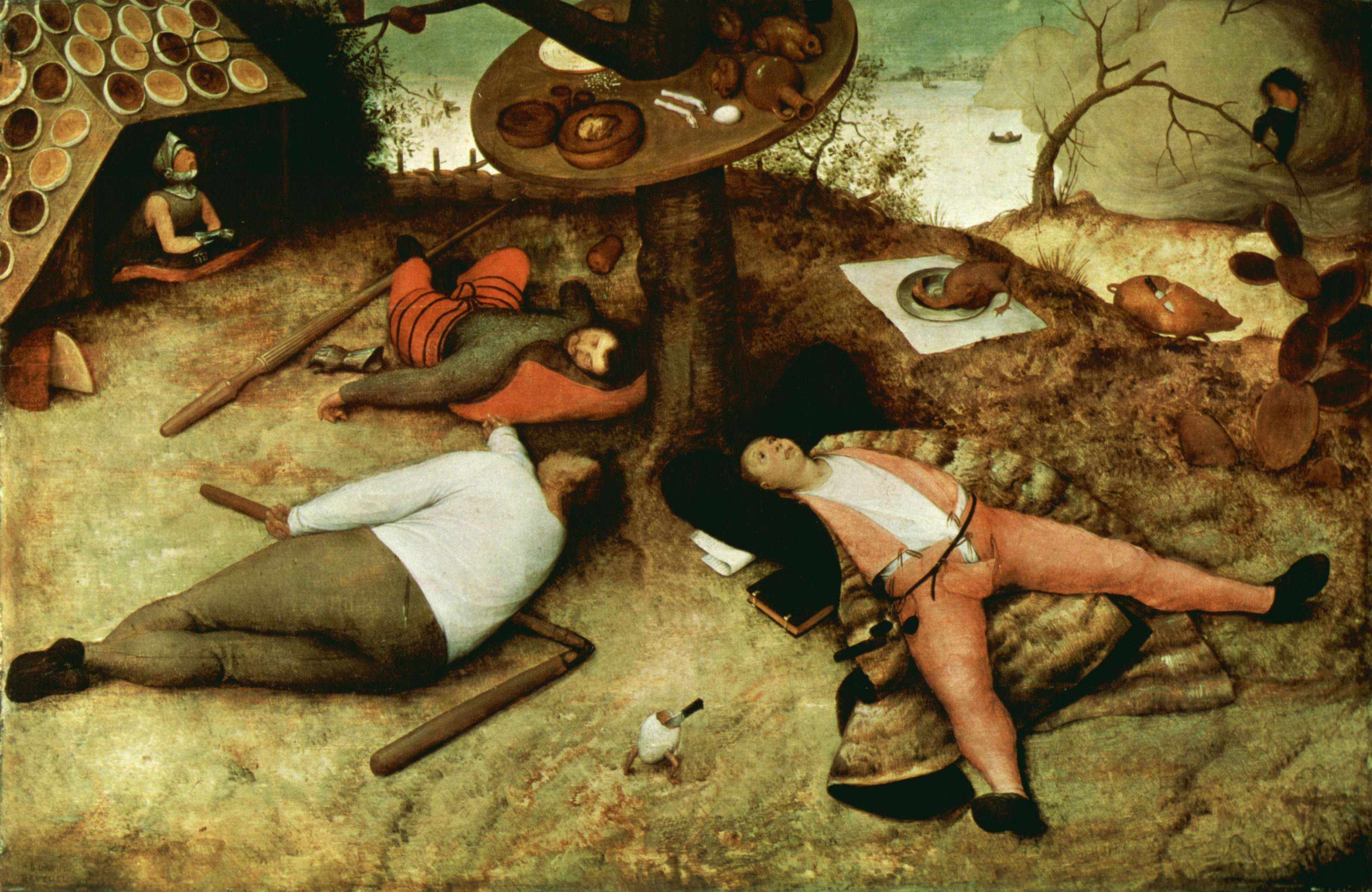
Das Schlaraffenland, 1567
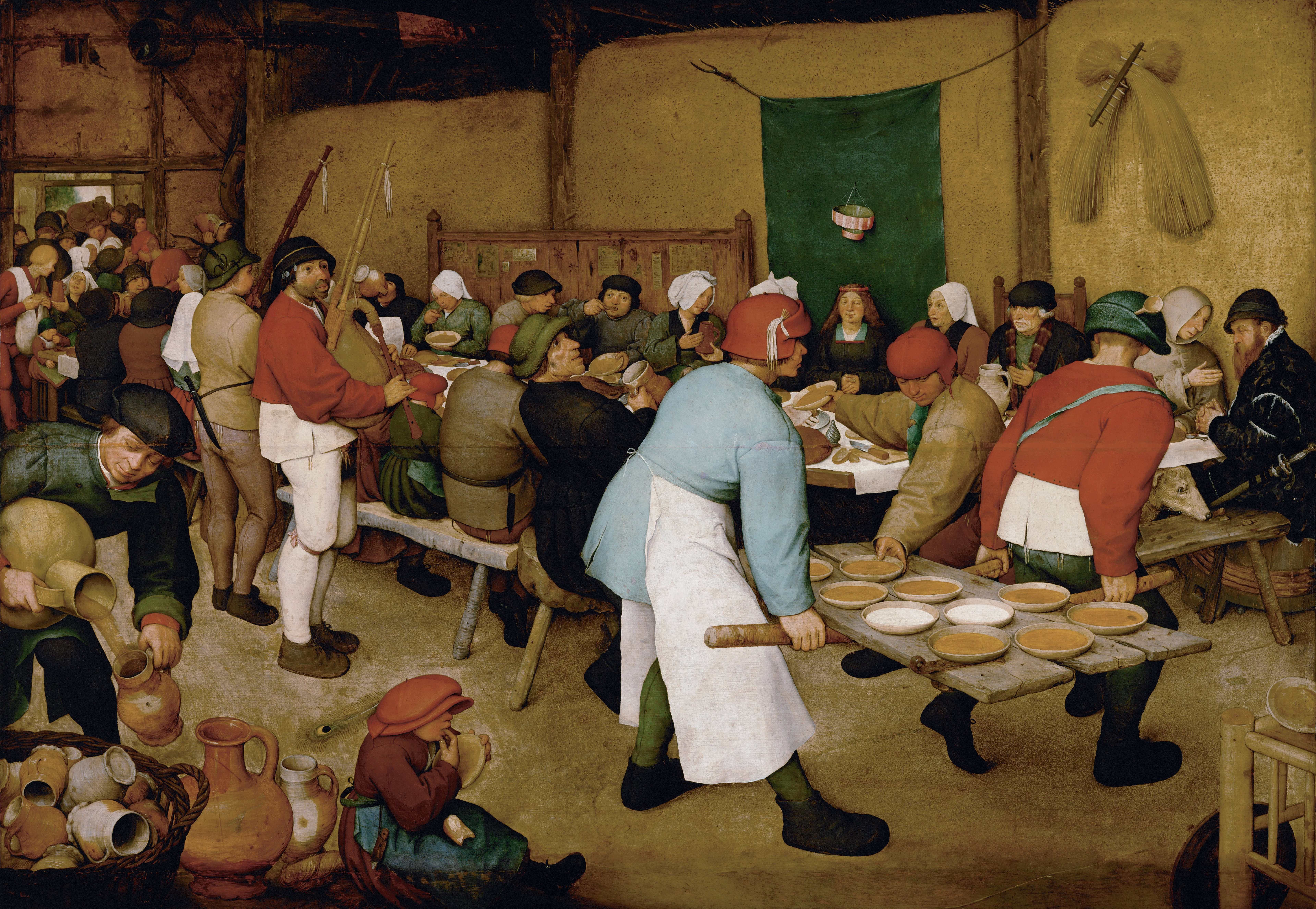
Die Bauernhochzeit, um 1568

#### Die Jahreszeitenbilder
Der düstere Tag, Die Heuernte, Die Kornernte, Die Heimkehr der Herde und Die Jäger im Schnee gehören zu einer Serie, die vermutlich 1565 im Auftrag des Kaufmanns, Bankiers und Kunstsammlers Nicolaes Jonghelinck entstand, der auch andere Bilder Bruegels besaß, z. B. Die Kinderspiele und den Turmbau zu Babel. In einer Bürgschaft Jonghelincks von 1566 ist zwar von „tweelf maenden“ (zwölf Monaten) die Rede, doch wird heute allgemein angenommen, dass es sich nicht um zwölf Einzelbilder handelte, sondern nur um sechs Bilder, die jeweils zwei Monate zusammenfassten.
1594 erhielt Erzherzog Ernst die Bilder anlässlich seines Einzugs in Antwerpen als Geschenk, und in seinem Nachlass wurden am 17. Juli 1595 „Sechs Taffel, von 12 Monathenn des Jars von Bruegel“ erwähnt. Erst 1659 tauchten die Bilder wieder auf, und zwar als Bestandteil der Sammlung Erzherzog Leopold Wilhelms in der Wiener Stallburg. Nun war nur noch von „Fünff grosse Stuckh“ die Rede. Da die fünf Bilder eine gleiche Datierung, gleiches Format und eine gleiche Horizontlinie aufweisen, wurden sie erstmals in den 1920er Jahren zum selben Zyklus gerechnet.
1783 im Wiener Belvedere sind jedoch Die Kinderspiele als Frühling aufgeführt und Der Bethlehemitische Kindermord (vermutlich eine Kopie Pieter Brueghels des Jüngeren) als Winter, während Die Jäger im Schnee und Der düstere Tag erst 1884 wieder erwähnt wurden. Die Kornernte gelangte bereits 1809 nach Frankreich und wurde schließlich 1919 vom Metropolitan Museum in New York gekauft. Das Bild Die Heuernte tauchte unter ungeklärten Umständen in Böhmen wieder auf.

Der düstere Tag (Vorfrühling), 1565
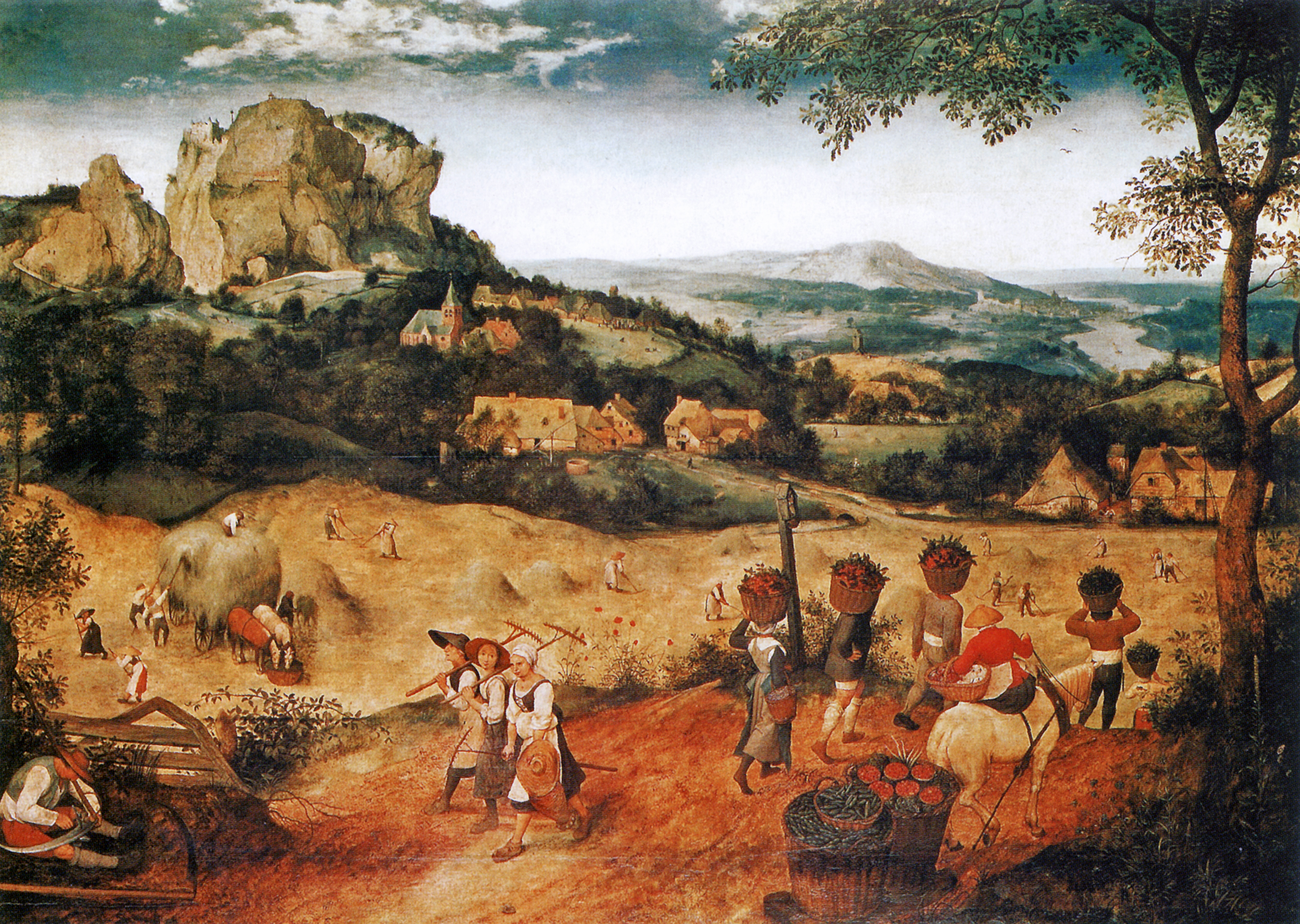
Die Heuernte (Sommer), 1565
Die Kornernte (Hochsommer), 1565
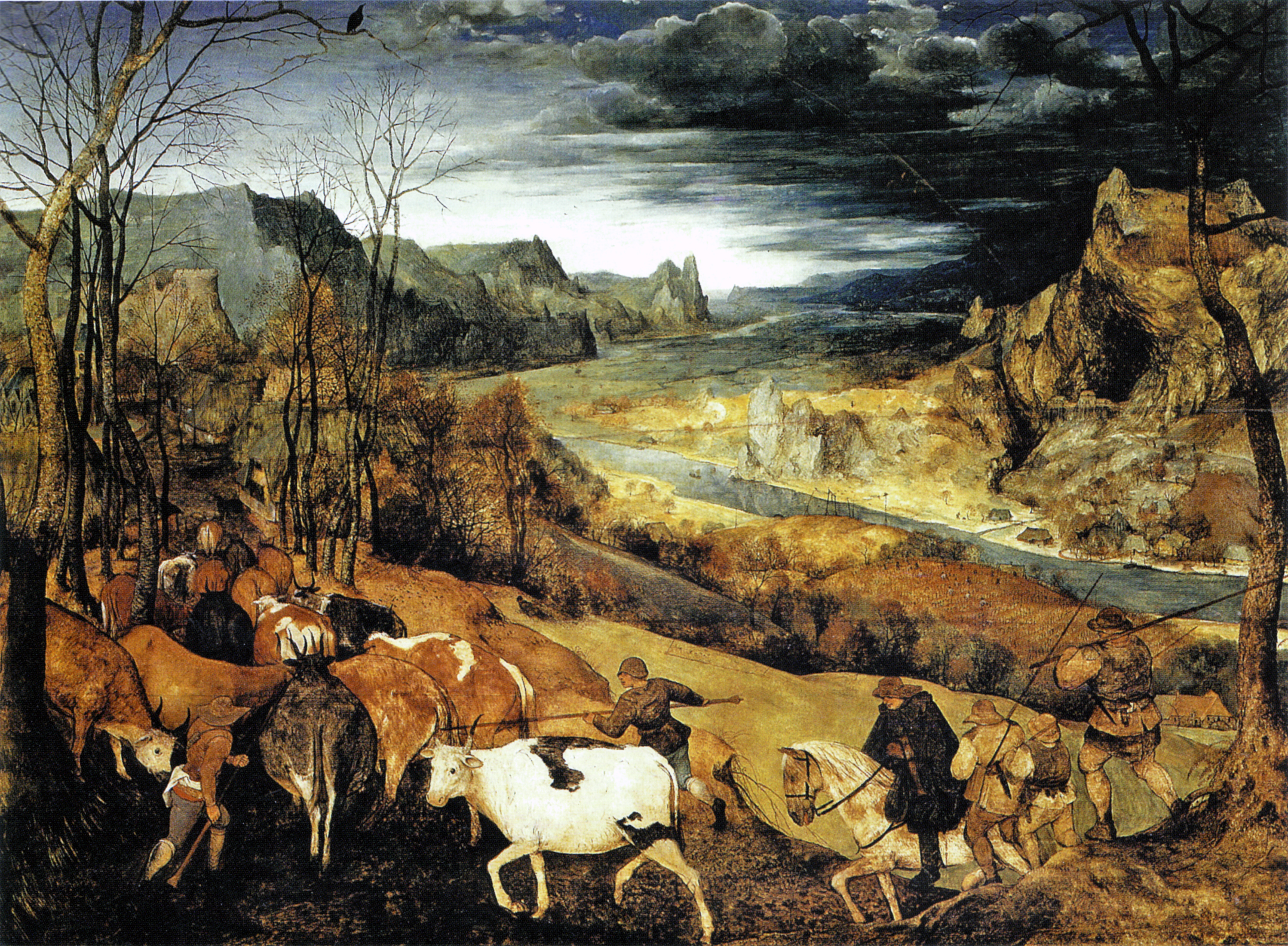
Die Heimkehr der Herde (Herbst), 1565
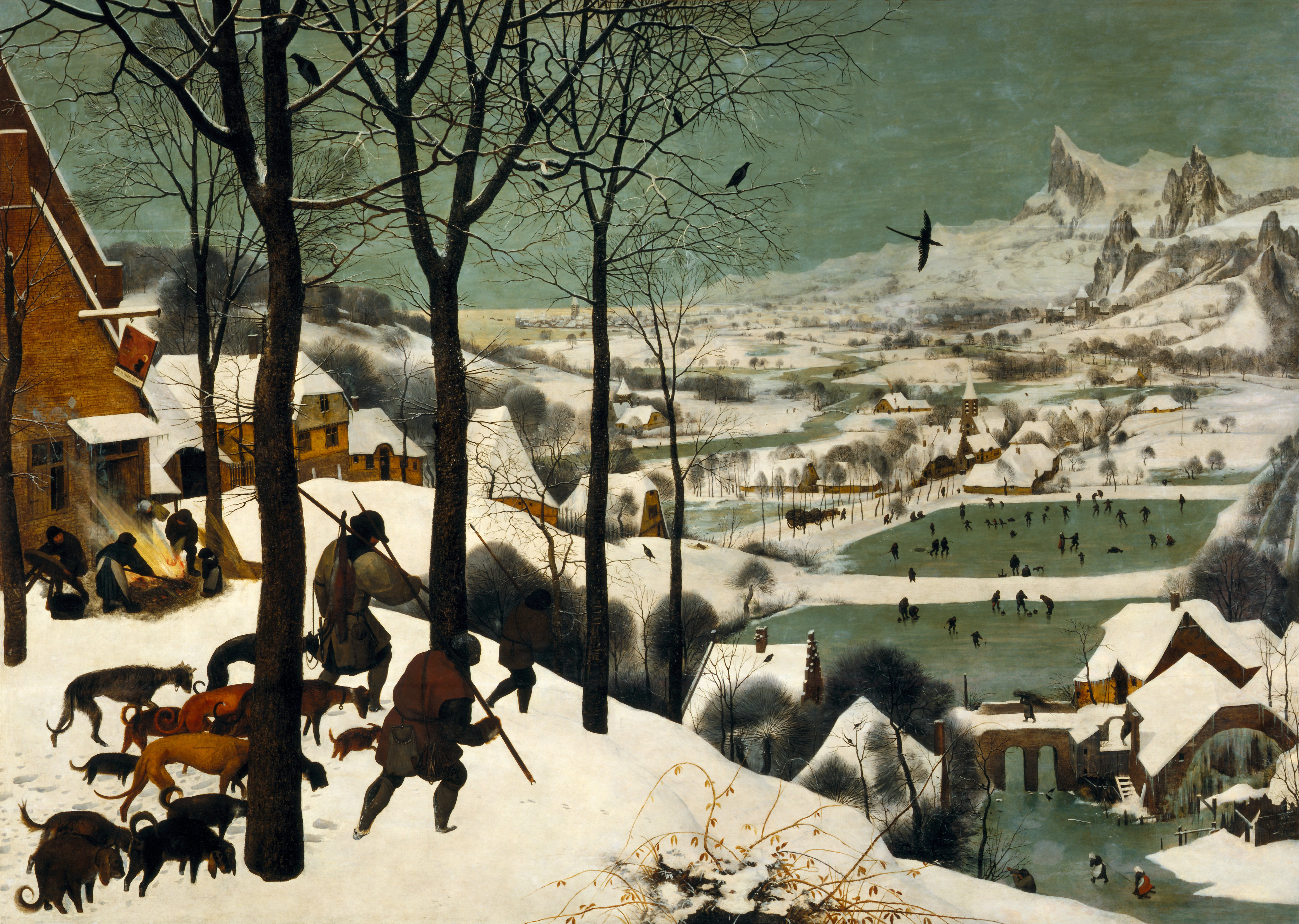
Die Jäger im Schnee (Winter), 1565

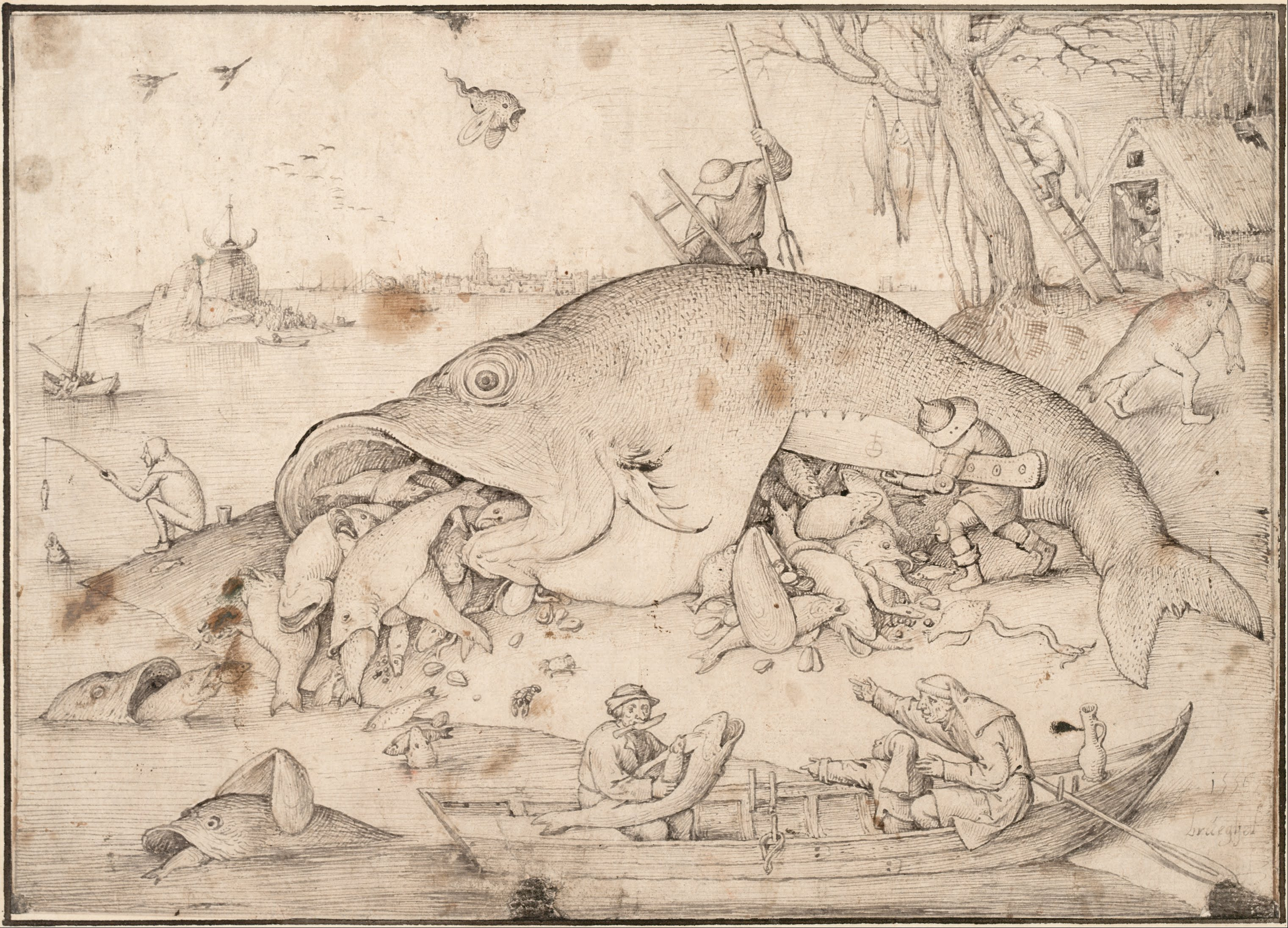
Die großen Fische fressen die kleinen (1556)

### Zeichnungen (Auswahl)
- Ruhe auf der Flucht nach Ägypten (1553/54, Staatliche Museen zu Berlin)
- Waldlandschaft mit spielenden Bären (1554, Národni Galerie, Prag)
- Die großen Fische fressen die kleinen (1556, Albertina, Wien)
- Maler und Käufer (um 1565, Albertina, Wien)